# أهل الغابات
أهل الغابات (بالإنجليزية: The Woodlanders)‏ هي رواية بقلم توماس هاردي. ونشرت في البداية بشكل مسلسل من مايو 1886 إلى أبريل 1887 في مجلة ماكميلان  ونشرت في ثلاثة مجلدات في عام 1887. وهي إحدى سلسلة روايات ويسيكس التي اشتهر بها.

## الخلفية
ذكرت فلورنس إميلي هاردي، زوجته توماس هاردي الثانية، أن زوجها «وضع جانبا قصة عن الغابات» في عام 1874، التي تطورت بعد ذلك بعشر سنوات إلى رواية «أهل الغابات». وكان من المفترض أن تكون تتمة لرواية «بعيدا عن صخب الناس» عام 1874، لكنه وضع الرواية جانبا للعمل على أشياء أخرى.
قرر هاردي في النهاية أن يعود إلى «قصة الغابات» بعد أن طلب منه محرر مجلة ماكميلان إصدار مسلسل جديد في أكتوبر 1884. تم نشرها كمسلسل في هذه المجلة كما نشرت في مجلة هاربر بازار الأمريكية في عام 1887، فضلا عن نشر الطبعة الأولى من ثلاث مجلدات في مارس من نفس العام. 

## الاستقبال
لقيت الرواية ثناء كبيرا. وقالت عنها مجلة Saturday Review في أبريل 1887 أنها «أفضل ما كتبه هاردي»، كما قال عنها السير آرثر كويلر-كوتش أنها «أروع ما أنتجه»، وذكر ويليام ليون فيلبس أنها «أجمل روايات هاردي وأنبلها»، وقال إي إدوارد نيوتن أنها «إحدى أفضل الروايات في الخمسين سنة الماضية».
بقيت الرواية مفضلة شخصيا لدى هاردي. روى نيومان فلاور أن هاردي نفسه قال أنها «روايته المفضلة»، وكتب هاردي بعد 25 عامًا من نشرها: «عندما أتناول رواية أهل الغابات وأقرأها بعد سنوات عديدة، أحبه كأفضل قصة على الإطلاق». 

## الاقتباسات
أنتج فيلم عن الرواية بنفس الاسم في عام 1997 من بطولة إميلي ووف وروفوس سيويل. أنتج الفيلم بميزانية قدرها 4.3 مليون جنيه استرليني. تم اقتباسها سابقا من قبل هيئة الإذاعة البريطانية في عام 1970، من بطولة فيليسيتي كيندال ورالف بيتس.
تمت قراءة وودلاندرز على راديو بي بي سي 7 خلال سلسلة كلاسيكيات توماس هاردي في عام 2009.
تم اقتباسها في شكل أوبرا من قبل ستيفن باولوس؛ وعرضت أول مرة على مسرح الأوبرا في سانت لويس في عام 1985.

## روابط خارجية
- أهل الغابات على موقع الموسوعة البريطانية (الإنجليزية)